# Saison 2 de Blacklist
Chronologie
Saison 1 Saison 3
Cet article présente le guide des épisodes de la deuxième saison de la série télévisée américaine Blacklist.

## Généralités
Le 3 décembre 2013, NBC a renouvelé la série pour une deuxième saison de 22 épisodes.
Elle est diffusée depuis le 22 septembre 2014, s'est arrêtée le 10 novembre 2014 après le huitième épisode, a pris une pause en décembre et janvier, un nouvel épisode a été diffusé immédiatement après le Super Bowl XLIX le 1er février 2015, puis a pris la case horaire du jeudi à 21 h à partir du 5 février 2015.

## Synopsis
Raymond « Red » Reddington, l’un des fugitifs les plus recherchés par le FBI, travaille en collaboration avec ces derniers et Elizabeth Keen, une profileuse inexpérimentée, pour faire tomber des criminels issus de la "Liste noire", une liste de criminels et terroristes qu'il croit introuvables par le FBI. 
Au cours de cette saison, Elizabeth Keen et l'unité spéciale du FBI, tout en continuant leur coopération avec Raymond Reddington, accueillent l'agent du Mossad Samar Navabi dans leurs rangs, et se mettent en quête de retrouver Berlin, en fuite depuis quelques mois. Liz va aussi se retrouver en fâcheuse posture dans sa quête de vérité sur Reddington, qui va devoir faire face à un ennemi puissant.

## Distribution

### Acteurs principaux
- James Spader (VF : Pierre-François Pistorio) : Raymond Reddington
- Megan Boone (VF : Laura Blanc) : Elizabeth Keen, profileuse du FBI
- Diego Klattenhoff (VF : Alexandre Gillet) : Donald Ressler, agent du FBI
- Harry Lennix (VF : Thierry Desroses) : Harold Cooper, sous-directeur du FBI
- Amir Arison[4] (VF : Laurent Larcher) : Aram Mojtabai, informaticien du FBI
- Mozhan Marnò (VF : Anne Dolan) : Samar Navabi, agent du Mossad

### Acteurs récurrents
- Hisham Tawfiq (VF : Frantz Confiac) : Dembe, garde du corps de Reddington
- Ryan Eggold (VF : Patrick Mancini) : Tom Keen
- Susan Blommaert (VF : Annie Le Youdec) : Mr Kaplan
- Adriane Lenox (VF : Françoise Vallon) : le procureur Reven Wright
- Reed Birney (VF : Hervé Jolly) : le procureur fédéral Tom Connolly
- David Strathairn (VF : Guy Chapelier) : le Directeur [5]

### Invités
- Krysten Ritter (VF : Alexandra Garijo): Rowan Mills[6] (épisode 1)
- Lee Tergesen (VF : Tony Joudrier) : Frank Hyland[7] (épisodes 1 et 4)
- Mary-Louise Parker (VF : Olivia Bruneaux) : Naomi Hyland[8] (épisodes 1 à 4)
- Peter Stormare (VF : Patrick Poivey) : Berlin (épisodes 1, 2, 7 et 8)
- Jason Butler Harner (VF : Jean-Pol Brissart) : Walter Gary Martin (épisode 1)
- Hal Ozsan (VF : Rémi Bichet) : Ezra (épisode 1, 3, 4, 5 et 6)
- Ron Cephas Jones : Dr James Covington (épisode 3)
- Paul Reubens (VF : Bernard Bollet) : Mr Vargas[9] (épisodes 3 et 4)
- Clark Middleton (VF : Jean-François Vlérick) : Glenn Carter (épisodes 5 et 12)
- Scottie Thompson (VF : Laurence Bréheret) : Zoe d'Antonio (épisodes 5 à 8)
- Peter Fonda (VF : Frédéric van den Driessche) : Geoff Perl[10] (épisode 6)
- Ron Perlman (VF : Michel Vigné) : Luther Braxton[11] (épisodes 9 et 10)
- Janel Moloney (VF : Josy Bernard) : Kat Goodson[5] (épisodes 9 et 10)
- Gloria Reuben (VF : Julie Dumas) : Dr Selma Orchard[5] (épisode 10)
- Faran Tahir (VF : Serge Faliu) : Ruslan Denisov (épisode 11)
- Amanda Plummer (VF : Denise Metmer) : Tracy Solobotkin[12] (épisode 13)
- Jennifer Ehle (VF : Micky Sebastian) : Madeline Pratt (épisode 14)
- Lance Henriksen (VF : François Siener) : Bill McCready, le « Commandant » (épisodes 14, 15 et 17)
- Michael Beach (VF : Jean-Paul Pitolin) : Markin (épisodes 15 et 16)
- Kevin Weisman (VF : Jerome Pauwels) : Dr Jeffrey Maynard (épisodes 17 et 20)
- Ana de la Reguera (VF : Ethel Houbiers) : Vanessa Cruz (épisode 18)
- Michael Massee : Karakurt (épisode 21)

## Épisodes

### Épisode 1:Lord Baltimore
- États-Unis /  Canada : 22 septembre 2014 sur NBC / Global
- Belgique : 5 mai 2015 sur RTL-TVI
- Suisse : 23 juillet 2015 sur RTS Un
- France : 26 août 2015 sur TF1
- Québec : 8 octobre 2015 sur TVA

- États-Unis : 12,55 millions de téléspectateurs[13] (première diffusion)
- Canada : 2,327 millions de téléspectateurs[14] (première diffusion + différé 7 jours)
- France : 4,46 millions de téléspectateurs[15] (première diffusion)

- Mary-Louise Parker (Naomi Hyland)
- Krysten Ritter (Rowan Mills)
- Hisham Tawfiq (Dembe)
- Jason Butler Barner (Walter Gary Martin)
- Adriane Lenox (?)
- Lee Tergesen (Frank Hyland)
- Hal Ozsan (Ezra)
- Adam David Thompson (en) (?)
- Marceline Hugot (en) (?)
- Babs Olusanmokun (?)
- Sahr Ngaujah (?)
- Amy Hohn (?)
- Andy Murray (?)
- Peter Stormare (Berlin)

Toujours en guerre avec Berlin, Red récupère de nouvelles informations auprès d'un chef de guerre camerounais. Selon ce dernier, une personne se faisant appeler Lord Baltimore, un courtier en information, aurait été embauché pour l'assassiner.
Pendant ce temps, Liz passe par le processus d'annulation de son mariage avec Tom et est, sans le savoir, épiée par un inconnu. Red est kidnappé par le Mossad mais le directeur intérimaire de la section spéciale le fait libérer.
Au cours de l'enquête, l'unité spéciale interroge Rowan Mills, une victime supposée de Lord Baltimore, spécialiste en traitement de données.
Après des pérégrinations, il s'avère que la cible de Berlin n'est pas Reddington mais son ex-femme, remariée et se nommant Naomi Hyland.
Mise sous protection, elle est finalement kidnappée par Lord Baltimore et ses hommes. L'agent Keen parvient à le capturer et il s'avère que c'est Nora Mills, sœur jumelle de Rowan, présumée morte en Irak, qui après avoir assassiné sa jumelle, a développé un trouble dissociatif de l'identité séparant les deux personnalités des jumelles dans son esprit.
- Première apparition de Samar Navabi (Mozhan Marnò).

### Épisode 2:La Banque
- États-Unis /  Canada : 29 septembre 2014 sur NBC / Global
- Belgique : 5 mai 2015 sur RTL-TVI
- Suisse : 23 juillet 2015 sur RTS Un
- France : 26 août 2015 sur TF1
- Québec : 15 octobre 2015 sur TVA

- États-Unis : 10,51 millions de téléspectateurs[16] (première diffusion)
- Canada : 2,191 millions de téléspectateurs[17] (première diffusion + différé 7 jours)
- France : 3,75 millions de téléspectateurs[15] (première diffusion)

La succursale de la banque Monarch Douglas de Varsovie est prise d'assaut par 5 individus. Red informe que celle-ci travaille exclusivement au blanchiment de l'argent des cartels et de groupes terroristes. Envoyés sur place, Ressler et Keen réalisent rapidement que l'attaque n'était pas un braquage mais l'exfiltration d'une employée dotée d'une mémoire eidétique. Berlin, dont les fonds se trouvent dans cette banque, est lui aussi concerné.
L'équipe parvient à localiser et récupérer Kaja Toczak, l'employée. Cependant ses ex-employeurs ne veulent pas la laisser filer et des agents corrompus prennent d'assaut la planque où Keen et Ressler interrogeaient la jeune fille, mais ils parviennent à se sauver avec l'aide de l'agent du Mossad Samar Navabi qui les a suivis depuis les États-Unis. Cependant Reddington s'empare de la jeune femme dans le but de faire chanter Berlin afin de récupérer sa femme. L'argent de Berlin lui est rendu et Red retrouve sa femme qui est emmenée par Dembe vers une destination inconnue.

### Épisode 3:DrJames Covington
- États-Unis /  Canada : 6 octobre 2014 sur NBC / Global
- Belgique : 12 mai 2015 sur RTL-TVI
- Suisse : 30 juillet 2015 sur RTS Un
- France : 26 août 2015 sur TF1
- Québec : 22 octobre 2015 sur TVA

- États-Unis : 10,07 millions de téléspectateurs[18] (première diffusion)
- Canada : 2,002 millions de téléspectateurs[19] (première diffusion + différé 7 jours)
- France : 3,01 millions de téléspectateurs[15] (première diffusion)

- Ron Cephas Jones (Dr James Covington)

Liz se pose beaucoup de questions concernant son père, l'incendie et le rapport avec Reddington. Elle est persuadée que Naomi Hyland, l'ex-femme de Red, pourrait lui apporter des réponses. 
Se sentant toujours espionnée, Liz s'en prend à un inconnu vivant dans le même motel qu'elle.
Le docteur James Covington est le nouveau nom sur la liste : il a créé un réseau de trafic d'organes. Il transplante illégalement des criminels contre de l'argent et réinvestit cet argent pour transplanter des enfants. Ces derniers reçoivent des organes adultes, même si ce n'est pas déontologique car c'est leur dernière chance. Liz laisse le chirurgien terminer une opération sur un garçon avant de l'arrêter. 
L'agent Navabi du Mossad rejoint l'équipe. Liz est très méfiante. Elle met les choses au clair avec elle : si Reddington a voulu qu'elle rejoigne l'équipe, c'est qu'il a une bonne raison, que toutes les deux ignorent. C'est pourquoi elle n'a aucune confiance en elle. 
Pendant ce temps, Red tend un piège avec l'aide de Monsieur Vargas à ses collaborateurs pour voir qui serait à même de se rallier à Berlin. Il apprend que c'est Niko Demakis et le tue. 
Après l'enquête, de retour au motel, Liz s'excuse auprès de l'inconnu qu'elle a fouillé sans raison. Il accepte ses excuses, retourne dans sa chambre et sort un fusil de sniper. 

### Épisode 4:DrLinus Creel
- États-Unis /  Canada : 13 octobre 2014 sur NBC / Global
- Belgique : 12 mai 2015 sur RTL-TVI
- Suisse : 30 juillet 2015 sur RTS Un
- France : 2 septembre 2015 sur TF1
- Québec : 29 octobre 2015 sur TVA

- États-Unis : 9,76 millions de téléspectateurs[20] (première diffusion)
- Canada : 1,76 million de téléspectateurs[21] (première diffusion + différé 7 jours)
- France : 4,56 millions de téléspectateurs[22] (première diffusion)

- Mary-Louise Parker (Naomi)
- Paul Reubens (Mr Vargas)
- Lee Tergesen (Frank Hyland)
- David Costabile (Linus Creel)

Plusieurs citoyens lambda, sans antécédent judiciaire, commettent des crimes alors que rien ne le laissait présager. Reddington pense qu'il s'agit de manipulation psychologique. Ils étaient en fait l'expérience du docteur Linus Creel, assistant d'un projet gouvernemental clos sur le « gène du guerrier ». 
Lors de son interpellation, le docteur Creel prend Liz en otage et la menace d'une arme. Il se fait tuer par un sniper avant de pouvoir blesser qui que ce soit. Ce sniper n'est autre que l'inconnu du motel, un associé de Red qui veille sur Liz depuis la mort de Malik. Elle ne veut plus qu'il la suive car elle cache quelque chose. 
Red découvre la liaison de Frank, le mari de Naomi, et y met un terme avec l'aide de Mr Vargas. Franck est contraint d'accepter l'aide de Red et de fuir aux côtés de sa femme. 
Liz, de son côté, commence à enquêter sur Franck et Naomi Hyland. Avec l'aide d'Aram, elle localise la maison et s'y rend. Elle pose des questions à Naomi : pourquoi Red est-il entré dans sa vie ? Elle lui répond qu'il la manipule simplement. Red surprend la discussion et y met fin : Naomi doit partir avec son mari. 

### Épisode 5:La Faction
- États-Unis /  Canada : 20 octobre 2014 sur NBC / Global
- Belgique : 19 mai 2015 sur RTL-TVI
- Suisse : 6 août 2015 sur RTS Un
- France : 2 septembre 2015 sur TF1
- Québec : 5 novembre 2015 sur TVA

- Histoire : Adam Sussman
- Adaptation : Jim Campolongo et Adam Sussman

- États-Unis : 9,34 millions de téléspectateurs[23] (première diffusion)
- Canada : 1,949 million de téléspectateurs[24] (première diffusion + différé 7 jours)
- France : 3,66 millions de téléspectateurs[22] (première diffusion)

Maddox Beck est à la tête d'une secte : la Faction. Il veut éradiquer la race humaine avec une souche antique de la peste noire pour préserver l'environnement. Il envoie des personnes infectées aux quatre coins du monde. Le FBI intercepte l'un d'eux à l'aéroport et le neutralise : Keen et Navabi sont infectées. Aram demande à Reddington de les aider à trouver Maddox, ce qu'il fait. Il obtient le vaccin contre la peste.
Liz, qui n'est toujours pas débarrassée de son « protecteur », engage une actrice qui lui ressemble afin d'échapper à sa surveillance.

### Épisode 6:Le Cartel de Mombasa
- États-Unis /  Canada : 27 octobre 2014 sur NBC / Global
- Belgique : 19 mai 2015 sur RTL-TVI
- Suisse : 6 août 2015 sur RTS Un
- France : 2 septembre 2015 sur TF1
- Québec : 12 novembre 2015 sur TVA

- États-Unis : 9,57 millions de téléspectateurs[25] (première diffusion)
- Canada : 2,028 millions de téléspectateurs[26] (première diffusion + différé 7 jours)
- France : 3,01 millions de téléspectateurs[22] (première diffusion)

- Peter Fonda (Geoff Pearl)

Le protecteur de Liz découvre ce qu'elle cache. Elle le fait arrêter avant qu'il n'ait le temps de tout dire à Reddington.
La communauté « Animal Underground » s'en prend aux membres du cartel Mombasa dont les membres sont des trafiquants d'animaux. Ils sont enlevés, tués, dépiautés et abandonnés à Sitka. Red oblige Geoff Pearl, travaillant sur les deux fronts (le cartel Mombasa pour les affaires et « Animal Underground » pour la famille), à donner la liste des noms du cartel de Mombasa. Geoff étant également responsable du massacre de la famille de Dembe, Red le tue. Lors de la descente à Sitka, Liz se rend compte que Ressler est dépendant aux analgésiques.
De son côté, Reddington entre en contact avec Zoe, la jeune femme qu'il a fait rechercher, et sympathise avec elle.

### Épisode 7:Le Cimeterre
- États-Unis /  Canada : 3 novembre 2014 sur NBC / Global
- Belgique : 26 mai 2015 sur RTL-TVI
- Suisse : 13 août 2015 sur RTS Un
- France : 9 septembre 2015 sur TF1
- Québec : 19 novembre 2015 sur TVA

- États-Unis : 9,3 millions de téléspectateurs[27] (première diffusion)
- Canada : 2,122 millions de téléspectateurs[28] (première diffusion + différé 7 jours)
- France : 4,26 millions de téléspectateurs[29] (première diffusion)

- Waleed Zuaiter (le Scimitar)
- Peter Stormare (Berlin)

Pour se venger de l'assassinat d'un scientifique en nucléaire iranien commis par le Mossad et la CIA, le ministère iranien a l'intention de répliquer. Ils ont engagé le Cimeterre. Le FBI doit protéger plusieurs scientifiques américains. Un agent est menacé, Liz et Ressler le retrouvent et l'emmènent en voiture. Poursuivis, ils ont un accident de voiture et sont emmenés à l'hôpital. Liz et Ressler découvrent qu'ils ont été piégés, le but était de récupérer l'identité d'une scientifique censée donner une conférence. Red apprend que Ressler et Liz ont disparu. Navabi et lui partent à leur recherche. Navabi découvre que le Cimeterre est également l'homme qui est responsable de la mort de son frère. La scientifique est enlevée. Elle s'en sort mais le Cimeterre a le temps de s'enfuir. Red le retrouve et fait venir Navabi. Le Cimeterre est retrouvé mort, exécuté.

### Épisode 8:Le Décembriste
- États-Unis /  Canada : 10 novembre 2014 sur NBC / Global
- Belgique : 26 mai 2015 sur RTL-TVI
- Suisse : 13 août 2015 sur RTS Un
- France : 9 septembre 2015 sur TF1
- Québec : 26 novembre 2015 sur TVA

- États-Unis : 9,75 millions de téléspectateurs[30] (première diffusion)
- Canada : 1,993 million de téléspectateurs[31] (première diffusion + différé 7 jours)
- France : 3,45 millions de téléspectateurs[29] (première diffusion)

- Alan Alda (Fitch)
- Peter Stormare (Berlin)

Quatre mois plus tôt : Liz tire sur Tom afin d'empêcher Red de le tuer. Elle le sauve avec l'aide d'Ellie et le séquestre tout en faisant croire à Red qu'elle l'a tué. Au cours de ces quatre mois, elle obtient quelques informations.
Zoe, face à son père, raconte sa version : un homme lui avait offert son aide pour disparaître. Elle ne le connaissait pas mais il se faisait appeler « le Décembriste ». Il a contribué à la chute du communisme avec l'attentat de Kursk en 1991 supposé tuer Berlin et a simulé la mort de sa fille. Grâce à une trace d'ADN, l'équipe du FBI retrouve le Décembriste : Kiryl Morozov, l'un des hommes les plus puissants de Russie. Red et Berlin se rendent à Moscou pour interroger Morozov. Il est le poseur de bombe mais il n'est pas le Décembriste : c'est Alan Fitch. Berlin veut le tuer mais Red n'est pas d'accord. Red a des informations compromettantes sur les activités de Fitch et de son groupe mais Fitch est également son seul allié dans cette organisation qui veut sa mort. Ils ont un accord : ils doivent rester en dehors de leurs affaires respectives.
Red sait que Tom est en vie et demande à Liz de lui soutirer des informations sur les anciennes planques et les anciens contacts de Berlin pour pouvoir trouver Fitch. Liz est contrainte de laisser Tom partir. Tom lui indique l'adresse où trouver Fitch mais ce dernier est en mauvaise posture, car il a une bombe accrochée autour du cou. Il est emmené dans la « boîte » au bureau de poste, dont les parois sont en verre blindé.
Red piège Berlin en organisant une rencontre entre lui et Zoe. En échange il aide Zoe à disparaître de nouveau. Red veut savoir comment désamorcer la bombe. Il est incapable de lui dire.
Red et Fitch ont une dernière conversation : Fitch le prévient que sa mort déclenchera des événements. Il lui indique des personnes qu'il pourrait convaincre de se rallier à lui. Et pour finir il lui confesse le code de son coffre-fort qui se trouve à Saint-Pétersbourg mais il meurt avant de dire où précisément. Red retrouve Berlin là où il l'avait laissé sous surveillance et le tue.
- Dernière apparition d'Alan Alda dans le rôle d'Alan Fitch. Fitch réapparaîtra vocalement dans un épisode de la sixième saison.

### Épisode 9:Luther Braxton -1repartie
- États-Unis /  Canada : 1er février 2015 sur NBC / Global
- Belgique : 2 juin 2015 sur RTL-TVI
- Suisse : 20 août 2015 sur RTS Un
- France : 9 septembre 2015 sur TF1
- Québec : 3 décembre 2015 sur TVA

- Histoire: J. R. Orci, Lukas Reiter, John Eisendrath et Jon Bokenkamp
- Adaptation : Jon Bokenkamp et John Eisendrath

- États-Unis : 25,72 millions de téléspectateurs[32] (première diffusion)
- Canada : 1,367 million de téléspectateurs[33] (première diffusion + différé 7 jours)
- France : 2,68 millions de téléspectateurs[29] (première diffusion)

- Ron Perlman (Luther Braxton)
- David Strathairn (le Directeur)
- Janel Moloney (Kat Goodson)

Reddington est appréhendé à Hong Kong par des militaires qui le transfèrent dans une prison américaine fortifiée au beau milieu de la mer de Bering. Sur place, Reddington est prêt à soudoyer le gardien avec 50 000 $ afin de le libérer. Il est emprisonné pour une seule raison : Luther Braxton va provoquer une mutinerie et éliminer tous ceux qui seront sur son chemin pour obtenir le « Fulcrum », le fichier qui réunit les preuves des activités illégales du groupe de Fitch et qui constitue donc un puissant outil de chantage pour quiconque le possède.
Liz, Ressler et Samar sont envoyés à la prison pour extraire Reddington mais ces deux derniers sont capturés par les hommes de Braxton. Red finit par avouer à Liz qu'il n'a jamais vraiment été en possession du Fulcrum mais le fait que certaines personnes pensent le contraire le maintient en vie. Le directeur du NCS (National Clandestine Service) rencontre les membres de l'organisation de Fitch pour discuter du Fulcrum et se mettent d'accord : Reddington doit être éliminé. 
Liz et Red travaillent avec des amis de Red détenus dans la prison pour se déplacer sans danger et localiser Braxton, tandis qu'au FBI, l'agent du NCS apprend que son directeur a ordonné une frappe aérienne sur la prison contre l'avis de l'agent Cooper.
- Cet épisode a été diffusé immédiatement après le Super Bowl XLIX[3].
- Il s'agit du seul épisode de The Blacklist à être diffusé un dimanche, alors que la série est diffusée le lundi jusqu'à l'épisode Le Cimeterre. Par la suite, la série est diffusée le jeudi.
- Avec plus de 25 millions de téléspectateurs, l'épisode signe la meilleure audience de la série aux États-Unis.
- En France, l'épisode est classé « déconseillé aux moins de 12 ans ».
- Ryan Eggold n'apparaît pas dans cet épisode.
- Première apparition du Directeur (David Strathairn) dans la série.
- Le talkie-walkie utilisé par Luther pour communiquer est un Baofeng UV-5R.

### Épisode 10:Luther Braxton -2epartie
- États-Unis /  Canada : 5 février 2015 sur NBC / Global
- Belgique : 2 juin 2015 sur RTL-TVI
- Suisse : 20 août 2015 sur RTS Un
- France : 16 septembre 2015 sur TF1
- Québec : 8 janvier 2016 sur TVA

- Histoire: Kristen Reidel et Vincent Angell
- Adaptation : Mike Ostrowski et Jim Campolongo

- États-Unis : 10,11 millions de téléspectateurs[34] (première diffusion)
- Canada : 1,701 million de téléspectateurs[35] (première diffusion + différé 7 jours)
- France : 4,16 millions de téléspectateurs[36] (première diffusion)

- Ron Perlman (Luther Braxton)
- Gloria Reuben (le docteur Stella Orchard)
- Janel Moloney (Kat Goodson)
- David Strathairn (le Directeur)

À la suite de l'attaque par missile de la prison, Red, Samar et Ressler sont sains et saufs et s'échappent. 
Également vivante, Liz est capturée par Braxton : il la torture et l'interroge sur le Fulcrum dans un hôpital de l'Alaska. Comme cela ne donne rien, il kidnappe le fils du Docteur Selma Orchard qui devra l'aider à plonger Liz dans ses souvenirs d'enfance pendant qu'elle sera sous sédatif. Après plusieurs tentatives d'accéder aux souvenirs de Liz, Red finit par trouver Braxton et le capture avant l'arrivée des agents du FBI.
Liz apprend que Red était là lors de l'incendie : il a laissé ses parents périr dans le chaos des flammes car il voulait le Fulcrum. Liz s'en prend à Red : ce comportement qu'il a avec elle, ce lien qu'il a créé, n'était que pour se servir d'elle et mettre la main sur le Fulcrum.
Plus tard, le Directeur du NCS rentre chez lui et découvre le corps pendu de Braxton et Reddington l'attendant afin de réitérer ce qu'il a toujours affirmé : il a le Fulcrum. Le Directeur n'a pas peur de Red et pense qu'il bluffe.
De retour chez elle, Liz ressort les affaires de son enfance. Elle trouve un dispositif informatique caché dans son lapin en peluche. 
- Ryan Eggold n'apparaît pas dans cet épisode.
- Il s'agit du premier épisode de The Blacklist à être diffusé le jeudi soir (à 21h) aux États-Unis, après avoir été diffusé le lundi soir depuis la première saison, hormis la première partie de Luther Braxton, diffusée quatre jours auparavant un dimanche après le Super Bowl. Il restera diffusé le jeudi à 21h jusqu'au vingt-troisième épisode de la troisième saison.
- Dans cet épisode, on découvre que le véritable nom d'Elizabeth Keen est Masha. Le nom de famille, Rostova, est révélé dans le vingtième épisode de la deuxième saison.

### Épisode 11:Ruslan Denisov
- États-Unis /  Canada : 12 février 2015 sur NBC / Global
- Belgique : 9 juin 2015 sur RTL-TVI
- Suisse : 27 août 2015 sur RTS Un
- France : 16 septembre 2015 sur TF1
- Québec : 15 janvier 2016 sur TVA

- États-Unis : 8,19 millions de téléspectateurs[37] (première diffusion)
- Canada : 1,663 million de téléspectateurs[38] (première diffusion + différé 7 jours)
- France : 3,45 millions de téléspectateurs[36] (première diffusion)

- Faran Tahir (Ruslan Denisov)
- Shaun Toub (le commandant Kushan)
- James Naughton (Hayworth)
- Michael Kostroff (l'inspecteur Wilcox)

Reddington, Liz et Ressler se rendent en Ouzbékistan pour enquêter sur le criminel Ruslan Denisov qui détient plusieurs otages américains. Denisov, un vieil ami de Red, a pris pour cible des membres d'une compagnie pétrolière qui refuse de remplacer son pipeline qui fuit et empoisonne les civils. Après plusieurs tentatives de négociations ratées, Red s'associe à Denisov et capture un ancien associé russe de la compagnie. Ils utilisent l'histoire passée de la compagnie pour faire chanter le responsable actuel et le forcer à se retirer.
La CIA, cependant, tente d'employer un général ouzbek pour éliminer Denisov qui détient un de leurs agents. Cooper affronte le responsable de la CIA et la mission est annulée. Reddington capture le général et assure à Denisov qu'il a aidé son pays et qu'en dépit des conséquences potentielles, il deviendra un héros.
Parallèlement, Liz demande à Aram de jeter un coup d’œil au dispositif informatique trouvé dans sa peluche. Elle lui demande expressément de n'en parler à personne. Malheureusement, Aram ne vient pas à bout de cette technologie : il sait seulement qu'il s'agit d'un enregistreur des années 80.
- Ryan Eggold n'apparaît pas dans cet épisode.

### Épisode 12:La Famille Kenyon
- États-Unis /  Canada : 19 février 2015 sur NBC / Global
- Belgique : 9 juin 2015 sur RTL-TVI
- Suisse : 27 août 2015 sur RTS Un
- France : 30 septembre 2015 sur TF1
- Québec : 22 janvier 2016 sur TVA

- États-Unis : 7,71 millions de téléspectateurs[39] (première diffusion)
- Canada : 1,55 million de téléspectateurs[40] (première diffusion + différé 7 jours)
- France : 4,2 millions de téléspectateurs[41] (première diffusion)

- Stephen Bogardus (Justin Kenyon)
- Clark Middleton (Glen Carter)
- Eric Nelsen (David Kenyon)

L'équipe du FBI enquête sur une secte, intouchable depuis une décennie, appelée la famille Kenyon. Ils apprennent par Red que ces derniers sont lourdement armés mais le FBI refuse d'intervenir pour des raisons politiques, jusqu'au jour où un van leur appartenant explose tuant des policiers. Liz et Ressler se rendent sur les lieux et découvrent un véritable massacre, de plus les armes et les explosifs ont disparu. Une ancienne membre de la secte révèle l'un des pires secrets du gourou : afin d'assurer une majorité féminine parmi les enfants, des jeunes garçons ont été abandonnés en pleine forêt et laissés pour morts, mais certains ont survécu et se sont radicalisés. Le FBI finit par retrouver ces garçons et les armes.
Pendant ce temps, Reddington part à la recherche du coffre de Fitch à St Petersbourg. À l'intérieur se trouve une carte avec un numéro de téléphone impossible à tracer. Lorsque Red appelle, un homme lui demande s'il a trouvé le coffre.
- Ryan Eggold n'apparaît pas dans cet épisode.

### Épisode 13:Le Chasseur solitaire
- États-Unis /  Canada : 26 février 2015 sur NBC / Global
- Belgique : 16 juin 2015 sur RTL-TVI
- Suisse : 3 septembre 2015 sur RTS Un
- France : 30 septembre 2015 sur TF1
- Québec : 29 janvier 2016 sur TVA

- États-Unis : 8,01 millions de téléspectateurs[42] (première diffusion)
- Canada : 1,601 million de téléspectateurs[43] (première diffusion + différé 7 jours)
- France : 3,34 millions de téléspectateurs[41] (première diffusion)

Amanda Plummer (Tracy Solobotkin)
L'équipe du FBI pourchasse un tueur en série appelé « le Chasseur solitaire » qui tue depuis près de douze ans. L'inspecteur Wilcox continue d'interroger le gardien qui a aidé Liz à enterrer le corps de l'homme tué à la marina : il accepte de témoigner contre elle s'il obtient l'immunité. L'homme qui a appelé Red lui donne rendez-vous pour parler de quelque chose en personne. Plus tard il rejoint Liz et lui demande le Fulcrum : elle essaye de mentir sans succès. Ils passent alors un marché : Red l'aide à retrouver le Chasseur et elle lui dit la vérité sur le Fulcrum.
En enquêtant, Ressler finit par comprendre qu'il y a deux tueurs : un qui tue au hasard et l'autre qui cible des hommes violents envers les femmes. Le Chasseur solitaire s'avère être le mari tué de Tracy Solobotkin, une comptable dans une organisation qui aide les femmes battues. Elle enlève Liz et lui avoue que c'est elle qui a tué son mari en légitime défense et qu'elle a décidé de poursuivre ses meurtres pour débarrasser les femmes de leurs maris violents. Liz parvient à la frapper juste avant que Ressler et les forces spéciales n'arrivent.
- Ryan Eggold n'apparaît pas dans cet épisode.

### Épisode 14:T. Earl King VI
- États-Unis /  Canada : 5 mars 2015 sur NBC / Global
- Belgique : 16 juin 2015 sur RTL-TVI
- Suisse : 3 septembre 2015 sur RTS Un
- France : 30 septembre 2015 sur TF1
- Québec : 5 février 2016 sur TVA

- États-Unis : 8,23 millions de téléspectateurs[44] (première diffusion)
- Canada : 1,624 million de téléspectateurs[45] (première diffusion + différé 7 jours)
- France : 2,5 millions de téléspectateurs[46] (première diffusion)

- Ryan Eggold (Tom Keen)
- Jennifer Ehle (Madeline Pratt)
- Lance Henriksen (Bill McCready)
- Jeffrey DeMunn (Earl King)

### Épisode 15:Le Commandant
- États-Unis /  Canada : 12 mars 2015 sur NBC / Global
- Belgique : 23 juin 2015 sur RTL-TVI
- Suisse : 9 septembre 2015 sur RTS Un
- France : 7 octobre 2015 sur TF1
- Québec : 12 février 2016 sur TVA

- États-Unis : 7,49 millions de téléspectateurs[47] (première diffusion)
- Canada : 1,479 million de téléspectateurs[48] (première diffusion + différé 7 jours)
- France : 3,7 millions de téléspectateurs[49] (première diffusion)

- Ryan Eggold (Tom Keen)
- John Finn (le juge Denner)
- Lance Henriksen (Bill McCready)
- Adriane Lenox (le procureur Reven Wright)
- Michael Kostroff (l'inspecteur Wilcox)
- David Patrick Kelly (Elias)

En 1994, à New York, un adolescent venant de voler un sac dans un restaurant est poursuivi par un serveur avant de prendre la fuite en voiture grâce à l'aide de Bill McCready, connu sous le pseudonyme du « Commandant ». Toutefois, ce dernier, connaissant les qualités spéciales du jeune garçon lui offre la possibilité de quitter une vie de délinquance pour devenir qui il veut. Il s'avère que l'adolescent est en réalité Tom.
De nos jours, Elizabeth est convoquée dans le bureau de Cooper afin d'apprendre par la procureure Wright qu'un grand jury a été réuni pour enquêter sur la mort d'Eugène Ames, le capitaine du port tué par Tom et que Cooper est assigné à comparaître au tribunal pour corroborer la version de Liz, ce qui le met en colère. Wright dépose alors une annulation de l'assignation de Cooper.
Cette motion contraint le juge Richard Denner à déplacer son audience dans une salle privée, Wright tentant vainement de convaincre ce dernier qu'il s'agit d'une question de sécurité nationale. Malgré cela, Denner décide d'interroger Liz dans son bureau. L'agent raconte alors les événements qui se sont déroulés depuis qu'elle travaille avec l'unité spéciale : sa rencontre avec Reddington, les affaires résolues grâce à la liste noire de Reddington et sa relation houleuse avec Tom qu'elle prétend être mort. Mais Denner, sceptique, doute de la véracité de ce témoignage.
Dans le même temps, Reddington donne le nom de la prochaine cible, qui s'avère être le Commandant, afin d'aider à disculper Liz et à retrouver Tom. Pour y parvenir, il contraint Ressler et Navabi à enlever un diplomate malaisien formé par le Commandant : Red peut par ce biais le rencontrer et obtenir la localisation de Tom.
- L'épisode montre des scènes issues des épisodes de la première saison, ainsi que des précédents épisodes de la seconde saison dans des séquences de flash-back.

### Épisode 16:Tom Keen
- États-Unis /  Canada : 19 mars 2015 sur NBC / Global
- Belgique : 23 juin 2015 sur RTL-TVI
- Suisse : 9 septembre 2015 sur RTS Un
- France : 7 octobre 2015 sur TF1
- Québec : 19 février 2016 sur TVA

- Histoire : J. R. Orci, Lukas Reiter, Jon Bokenkamp et John Eisendrath
- Adaptation : Lukas Reiter et J. R. Orci

- États-Unis : 8,64 millions de téléspectateurs[50] (première diffusion)
- Canada : 1,613 million de téléspectateurs[51] (première diffusion + différé 7 jours)
- France : 3,07 millions de téléspectateurs[49] (première diffusion)

- Ryan Eggold (Tom Keen)
- Reed Birney (Tom Connolly)
- Adriane Lenox (l'attorney général)
- John Finn (le juge Richard Denner)
- Michael Kostroff (Martin Wilcox)
- Michael Beach (Markin)

Le juge Denner conclut que Liz a menti au sujet du meurtre d'Eugene Ames dès lors que la police a retrouvé une balle de son pistolet ayant servi à tirer sur Aleko, le garde engagé par l'agent pour surveiller Tom durant sa captivité. Au vu de cet élément, le juge poursuit la mise en accusation pour meurtre et parjure. L'agent, quant à elle, clôt un compte bancaire et verse l'argent dans un compte inconnu afin de retrouver Tom, qui a infiltré un groupuscule néo-nazi en Allemagne. Red et Ressler parviennent à le localiser, sabotent une vente d'armes et tuent le groupe assigné à Tom. Red insiste pour que Tom avoue qu'il est le véritable meurtrier du capitaine Ames mais ce dernier refuse. Pendant ce temps, Cooper qui se confie vivement à Liz au sujet du parjure qu'il a dû faire devant Denner, fait une attaque et est transporté à l'hôpital. Liz apprend par l'épouse de ce dernier qu'il est atteint d'une tumeur au cerveau, lui laissant à peine plus d'un an à vivre et lui demande de garder cette information pour elle. Liz donne sa parole, et elle appelle le bureau pour dire à Samar que Cooper a fait de l'hypoglycémie. Elle rend ensuite visite à Cooper pour s'excuser car il est la seule personne dans le monde à qui elle fait entièrement confiance. Ce dernier admet être seulement contrarié parce qu'il ne veut pas voir Liz se perdre elle-même au milieu de tous ces événements.
L'audience au tribunal suit son cours lorsque Tom débarque à la salle d'audience et avoue le meurtre. Dans le bureau du juge, Tom confesse le meurtre d'Ames et tente de conclure un accord pour disculper Liz. Denner accepte de lever les charges de meurtre qui pesaient sur Liz mais laissera le grand jury décider de son sort concernant le parjure. Cependant, Tom Connolly, ami de Cooper, et en lice pour devenir le prochain procureur général, débarque et force Denner à abandonner toutes les poursuites concernant Liz et Tom car il a outrepassé ses fonctions en s'occupant d'affaires de sécurité nationale qu'il n'a pas droit d'instruire, ce qui lui vaudrait d'être arrêté. Bien qu'en colère, Denner est contraint d'accepter. Au même moment, Cooper apprend par le médecin que le traitement expérimental a réussi à ralentir la croissance de sa tumeur et que le malaise peut être un effet secondaire.
Liz se précipite au tribunal pour entendre la décision de Denner qui livre son opinion sur la grave menace d'un gouvernement tout-puissant sans responsabilité. Après avoir examiné l'affaire, il affirme être convaincu que si Cooper ou Liz sont contraints à témoigner, la sécurité nationale serait mise en danger. Denner et Wilcox, dégoûtés par l'imperméabilité de la loi, soulignent à Liz qu'un homme bon a été tué. Frustré, Wilcox réconforte la veuve d'Ames et sa fille de dix-neuf ans dans le couloir, en essayant d'expliquer ce qui vient d'arriver. En sortant, Liz demande à Connolly ce qui va se passer pour Tom, mais ce dernier affirme sournoisement qu'il n'a jamais rencontré Tom Keen et qu'il n'était pas sous responsabilité fédérale.
Cooper reçoit la visite de Connolly dans son bureau et remercie son ami d'avoir réglé cette affaire. Ce dernier s'avoue étonné de son parjure et fait les louanges des résultats du travail d'équipe de l'unité spéciale avec Reddington. Peu après, Red retrouve Liz qui finalise le virement anonyme pour la bourse de la fille d'Ames, et il comprend mieux pourquoi elle a vendu l'appartement qu'il lui avait offert. Il lui conseille toutefois d'être prudente, car le chemin qu'elle emprunte n'est qu'un baume appliquée sur sa propre culpabilité.

### Épisode 17:Initiative longévité
- États-Unis /  Canada : 26 mars 2015 sur NBC / Global
- Belgique : 30 juin 2015 sur RTL-TVI
- Suisse : 16 septembre 2015 sur RTS Un
- France : 7 octobre 2015 sur TF1
- Québec : 26 février 2016 sur TVA

- États-Unis : 8,12 millions de téléspectateurs[52] (première diffusion)
- Canada : 1,73 million de téléspectateurs[53] (première diffusion + différé 7 jours)
- France : 2,44 millions de téléspectateurs[49] (première diffusion)

- Ryan Eggold (Tom Keen)
- Lance Henriksen (Bill McCready, le "Major")
- Joshua Close (le docteur Julian Powell)
- Ralph Brown (Roger Hobbs)
- Kevin Weisman (le docteur Jeffrey Maynard)
- Reed Birney (Tom Connolly)
- David Patrick Kelly (Heinrich Gerst)

Un policier en patrouille est abattu alors qu'il contrôlait un camion après avoir découvert des cadavres ayant fait l'objet d'expériences scientifiques. Reddington révèle le nouveau nom dans la liste : Roger Hobbs. Milliardaire magnat de la technologie fasciné par l'immortalité, Hobbs a développé et financé une équipe de scientifiques consacrée à ce but. L'enquête mène vers l'un des scientifiques, Julian Powell, qui injecte des cellules d'une espèce de méduse rare à l'homme espérant vainement que leurs cellules se régénéreront en expérimentant sur des personnes ayant subi des dommages cérébraux. Red l'intercepte afin de le faire travailler pour lui. Il veut que celui-ci se serve de son sérum sur Liz afin de réactiver ses souvenirs d'enfance. Mais Powell avoue que ses recherches ne sont qu'un échec et il se suicide.
Reddington explique plus tard à l'agent Keen que, désormais, Roger Hobbs a une dette auprès de lui et qu'il sera utile car de grands bouleversements approchent.

### Épisode 18:Vanessa Cruz
- États-Unis /  Canada : 2 avril 2015 sur NBC / Global
- Belgique : 30 juin 2015 sur RTL-TVI
- Suisse : 16 septembre 2015 sur RTS Un
- France : 14 octobre 2015 sur TF1
- Québec : 4 mars 2016 sur TVA

- États-Unis : 7,70 millions de téléspectateurs[54] (première diffusion)
- Canada : 1,82 million de téléspectateurs[55] (première diffusion + différé 7 jours)
- France : 3,91 millions de téléspectateurs[56] (première diffusion)

- Ryan Eggold (Tom Keen)
- Ana de la Reguera (Vanessa Cruz)
- David Strathairn (le directeur)
- Susan Blommaert (Mr. Kaplan)

### Épisode 19:Leonard Caul
- États-Unis /  Canada : 23 avril 2015 sur NBC / Global
- Belgique : 7 juillet 2015 sur RTL-TVI
- Suisse : 23 septembre 2015 sur RTS Un
- France : 14 octobre 2015 sur TF1
- Québec : 11 mars 2016 sur TVA

- États-Unis : 7,47 millions de téléspectateurs[57] (première diffusion)
- Canada : 1,673 million de téléspectateurs[58] (première diffusion + différé 7 jours)
- France : 3,35 millions de téléspectateurs[56] (première diffusion)

- Susan Blommaert (Mr. Kaplan)
- David Strathairn (le directeur)
- Reed Birney (Tom Connolly)
- Ned Van Zandt (Leonard Caul)
- Adriane Lenox (Reven Wright)
- Piter Marek (Nick)

Peu après que Reddington a été blessé par balle au poumon, Liz et Dembe parviennent à l'emmener dans un lieu sécurisé indiqué par Mr Kaplan afin de recevoir les premiers soins. Reprenant conscience, Red demande à Liz de retrouver un nommé Leonard Caul, le seul homme à pouvoir décrypter le Fulcrum. Cependant, le directeur du National Clandestine Service, également membre de la Cabale, est prêt à tout pour éliminer Reddington, convaincu que ce dernier ne détient pas le Fulcrum. Dans l'appartement de Red, Liz retrouve Caul et apprend que le Fulcrum contient des informations concernant des assassinats politiques et des actes de terrorisme dans lequel est impliquée la Cabale. Liz parvient à arrêter de justesse la mission d'assassinat du directeur sur Reddington en le menaçant de rendre public le Fulcrum.

### Épisode 20:Quon Zhang
- États-Unis /  Canada : 30 avril 2015 sur NBC / Global
- Belgique : 7 juillet 2015 sur RTL-TVI
- Suisse : 23 septembre 2015 sur RTS Un
- France : 14 octobre 2015 sur TF1
- Québec : 18 mars 2016 sur TVA

- États-Unis : 6,6 millions de téléspectateurs[59] (première diffusion)
- Canada : 1,483 million de téléspectateurs[60] (première diffusion + différé 7 jours)
- France : 2,64 millions de téléspectateurs[56] (première diffusion)

- Reed Birney (Tom Connolly)
- Ron Yuan (Quon Zhang)
- Kevin Weisman (le docteur Jeffrey Maynard)
- Ned Van Zandt (Leonard Caul)
- David Strathairn (le directeur)

Après avoir déchiffré les informations contenues dans le Fulcrum, Reddington, remis de son agression, est déterminé à arrêter une menace imminente du Directeur, notamment en faisant kidnapper et torturer le bras droit de ce dernier pour obtenir des informations. Tout en enquêtant sur un criminel qui n'hésite pas à dérober des cadavres de femmes sino-américaines pour les faire passer en contrebande hors du pays, Liz somme Reddington de lui révéler des informations sur sa mère après avoir découvert une photo d'elle enfant avec une femme dans son appartement : il lui apprend qu'elle est la fille de deux ex-agents du KGB et que la femme sur la photo est sa mère.
- Reddington fait référence aux films Marathon Man et Le Lauréat.
- Cet épisode révèle le nom de naissance complet d'Elizabeth Keen et ses origines.

### Épisode 21:Karakurt
- États-Unis /  Canada : 7 mai 2015 sur NBC / Global
- Belgique : 14 juillet 2015 sur RTL-TVI
- Suisse : 30 septembre 2015 sur RTS Un
- France : 13 juillet 2016 sur TF1[61]
- Québec : 25 mars 2016 sur TVA

- États-Unis : 6,90 millions de téléspectateurs[62] (première diffusion)
- Canada : 1,56 million de téléspectateurs[63] (première diffusion + différé 7 jours)
- France : 3,74 millions de téléspectateurs[64] (première diffusion)

- Reed Birney (Tom Connolly)
- Michael Massee (Karakurt)
- Ned Van Zandt (Leonard Caul)
- Noelle Beck (Lauren Kimberly)

Sur un campus, bousculé et interpellé par un homme distribuant des tracts, un étudiant en droit est pris de convulsions et de saignements aux yeux. Parallèlement, Liz, discutant avec Tom dans un restaurant afin de s'excuser d'avoir passé la nuit précédente chez lui, alors que ce dernier veut la convaincre de s'enfuir avec lui en bateau, est contacté par Reddington sur son portable. Alors que Liz lui demande la vérité au sujet de ses parents, Reddington détourne la discussion sur Karakurt, tueur employé au SVR et engagé par la Cabale afin de commettre un acte terroriste sur une installation de la défense, afin de faire porter le chapeau à la Russie, ce qui déclencherait une nouvelle guerre froide, mais ne préfère pas tout dire en raison de la présence d'une taupe dans le service. Cooper met en place une réunion pour Liz et Ressler avec des agents de la CIA du bureau de Russie et de l'analyse européenne dans un bâtiment OREA. Après avoir obtenu un enregistrement d'un contact, Liz demande à un agent des informations concernant Katarina Rostova en lui montrant la photo de sa mère. Mais au même moment, Red, ayant trouvé une adresse pour Karakurt, trouve des produits utilisés dans la fabrication d'une bombe et apprend d'un témoin qu'il circule dans une camionnette. Le véhicule, piégé, est localisé et se trouve près du bâtiment OREA et explose, tuant les agents de la CIA et blessant légèrement Liz et Ressler.
Cooper est confronté au chantage de Connolly, de mèche avec la Cabale, afin d'ignorer la piste de Reddington et d'en suivre une autre dans une gare. Liz aperçoit un suspect potentiel, mais est frappée par ce dernier, qui prend la fuite. Au fil de l'enquête, le FBI découvre la création d'une synthèse d'un rotavirus à action rapide destinée à tuer un individu spécifique au toucher et que l'étudiant décédé au campus est le fils illégitime du sénateur Hawkins, qui pourrait être la cible. Cooper, quant à lui, révèle le chantage de Connolly à Reddington, qui lui conseille de suivre les ordres de Connelly, afin de découvrir ce que veut la Cabale. Liz et Ressler se rendent dans une église où est commémoré la mémoire des agents de la CIA tués dans l'attentat afin de trouver Hawkins. La jeune femme parvient à localiser à temps le sénateur, ainsi que Karakurt, qui se fait passer pour un journaliste et qui sera arrêté, et l'emmène en voiture, avant qu'Hawkins ne soit pris des symptômes du virus.
- Initialement programmée le 21 octobre 2015 en France, la diffusion de l'épisode est finalement reportée pour 2016 avant la diffusion de la troisième saison, TF1 ayant opté pour ce choix afin « ne pas laisser les fans sur leur faim à la suite des nombreux rebondissements du final explosif »[65]. L'épisode sera finalement diffusé le 13 juillet 2016[66].

### Épisode 22:Tom Connolly
- États-Unis /  Canada : 14 mai 2015 sur NBC / Global
- Belgique : 14 juillet 2015 sur RTL-TVI
- Suisse : 30 septembre 2015 sur RTS Un
- France : 13 juillet 2016 sur TF1[61]
- Québec : 1er avril 2016 sur TVA

- États-Unis : 7,49 millions de téléspectateurs[67] (première diffusion)
- Canada : 1,655 million de téléspectateurs[68] (première diffusion + différé 7 jours)
- France : 3,06 millions de téléspectateurs[64] (première diffusion)

- Susan Blommaert (Mr. Kaplan)
- Reed Birney (Tom Connolly)
- Adrianne Lenox (Reven Wright)
- David Strathairn (le directeur)
- Russell G. Jones (l'agent Colby)
- Max Baker (Anton Velov)
- Jillian Lebling (Liz, enfant)
- Jack Koening (le docteur Levin)

- L'épisode était initialement titré Masha Rostova lors de la promotion pour les médias avant d'être renommé Tom Connolly sur le site de NBC avant sa diffusion[69].
- Dernière apparition du personnage de Tom Connolly.
- La chanson Rocket Man d'Elton John est entendue lors de la scène finale.
- Tout comme l'épisode précédent, Karakurt, Tom Connolly voit sa diffusion française prévue le 21 octobre 2015 reportée au 13 juillet 2016[65],[66].

## Audiences

### Aux États-Unis
Cette saison a été suivie en moyenne par 13,76 millions de téléspectateurs.
| N° d'épisode | Titre original                      | Titre français              | Date de diffusion originale | Taux sur les 18-49 ans (en %) | Taux sur les 18-49 ans (en %) | Taux sur les 18-49 ans (en %) | Audience (en millions de téléspectateurs) | Audience (en millions de téléspectateurs) | Audience (en millions de téléspectateurs) | Audience (en millions de téléspectateurs) |
| N° d'épisode | Titre original                      | Titre français              | Date de diffusion originale | TV                            | DVR                           | Total                         | TV                                        | Rang                                      | DVR                                       | Total                                     |
| ------------ | ----------------------------------- | --------------------------- | --------------------------- | ----------------------------- | ----------------------------- | ----------------------------- | ----------------------------------------- | ----------------------------------------- | ----------------------------------------- | ----------------------------------------- |
| 1            | Lord Baltimore (No. 104)            | Lord Baltimore              | 22 septembre 2014           | 3,5/10                        | 2,0                           | 5,5                           | 12,55                                     | 14                                        | 6,782                                     | 19,334                                    |
| 2            | Monarch Douglas Bank (No. 112)      | La Banque                   | 29 septembre 2014           | 2,8/8                         | 1,9                           | 4,7                           | 10,51                                     | 22                                        | 5,997                                     | 16,527                                    |
| 3            | Dr. James Covington (No. 89)        | Dr James Covington          | 6 octobre 2014              | 2,6/8                         | 2,1                           | 4,7                           | 10,07                                     | 19                                        | 6,470                                     | 16,537                                    |
| 4            | Dr. Linus Creel (No. 82)            | Dr Linus Creel              | 13 octobre 2014             | 2,8/8                         | 1,8                           | 4,6                           | 9,76                                      | 21                                        | 6,191                                     | 15,949                                    |
| 5            | The Front (No. 74)                  | La Faction                  | 20 octobre 2014             | 2,4/7                         | 2,0                           | 4,4                           | 9,34                                      | 25                                        | 6,034                                     | 15,372                                    |
| 6            | The Mombasa Cartel (No. 114)        | Le Cartel de Mombasa        | 27 octobre 2014             | 2,5/7                         | 1,9                           | 4,4                           | 9,57                                      | 21                                        | 6,144                                     | 15,711                                    |
| 7            | The Scimitar (No. 22)               | Le Cimeterre                | 3 novembre 2014             | 2,4/7                         | 1,9                           | 4,3                           | 9,30                                      | 20                                        | 6,281                                     | 15,581                                    |
| 8            | The Decembrist (No. 12)             | Le Décembriste              | 10 novembre 2014            | 2,5/8                         | 2,0                           | 4,5                           | 9,75                                      | 21                                        | 6,208                                     | 15,961                                    |
| 9            | Luther Braxton (No. 21)             | Luther Braxton (1re partie) | 1er février 2015            | 8,4/23                        | 1,5                           | 9,9                           | 25,72                                     | 3                                         | 4,765                                     | 30,489                                    |
| 10           | Luther Braxton (No. 21), Conclusion | Luther Braxton (2e partie)  | 5 février 2015              | 2,4/7                         | 1,6                           | 4,0                           | 10,11                                     | 10                                        | 5,067                                     | 15,178                                    |
| 11           | Ruslan Denisov (No. 67)             | Ruslan Denisov              | 12 février 2015             | 1,7/5                         | 1,9                           | 3,6                           | 8,19                                      | 26                                        | 5,995                                     | 14,187                                    |
| 12           | The Kenyon Family (No. 71)          | La Famille Kenyon           | 19 février 2015             | 1,7/5                         | 1,8                           | 3,5                           | 7,71                                      | 28                                        | 5,833                                     | 13,546                                    |
| 13           | The Deer Hunter (No. 93)            | Le Chasseur solitaire       | 26 février 2015             | 1,9/6                         | 1,7                           | 3,6                           | 8,01                                      | 25                                        | 5,695                                     | 13,705                                    |
| 14           | T. Earl King VI (No. 94)            | T. Earl King VI             | 5 mars 2015                 | 1,8/5                         | 1,7                           | 3,5                           | 8,23                                      | 27                                        | 5,329                                     | 13,562                                    |
| 15           | The Major (No. 75)                  | Le Commandant               | 12 mars 2015                | 1,8/5                         | 1,6                           | 3,4                           | 7,63                                      | 30                                        | 5,328                                     | 12,856                                    |
| 16           | Tom Keen (No. 7)                    | Tom Keen                    | 19 mars 2015                | 1,8/5                         | 1,7                           | 3,5                           | 8,64                                      | 12                                        | 5,356                                     | 13,992                                    |
| 17           | The Longevity Initiative (No. 97)   | Initiative Longévité        | 26 mars 2015                | 1,6/5                         | 1,6                           | 3,2                           | 8,12                                      | 18                                        | 5,245                                     | 13,367                                    |
| 18           | Vanessa Cruz (No. 117)              | Vanessa Cruz                | 2 avril 2015                | 1,6/5                         | 1,7                           | 3,3                           | 7,70                                      | 22                                        | 5,573                                     | 13,252                                    |
| 19           | Leonard Caul (No. 62)               | Leonard Caul                | 23 avril 2015               | 1,5/4                         | 1,5                           | 3,0                           | 7,47                                      | 31                                        | 4,808                                     | 12,273                                    |
| 20           | Quon Zhang (No. 87)                 | Quon Zhang                  | 30 avril 2015               | 1,2/4                         | 1,7                           | 2,9                           | 6,60                                      | 33                                        | 4,966                                     | 11,565                                    |
| 21           | Karakurt (No. 55)                   | Karakurt                    | 7 mai 2015                  | 1,4/5                         | 1,5                           | 2,9                           | 6,90                                      | 29                                        | 4,720                                     | 11,623                                    |
| 22           | Tom Connolly (No. 11)               | Tom Conolly                 | 14 mai 2015                 | 1.6/5                         | 1,3                           | 2,9                           | 7,49                                      | 22                                        | 4,594                                     | 12,086                                    |

Légende :
- Plus hauts chiffres d'audience
- Plus bas chiffres d'audience

### en France
Cette seconde saison a été suivie, en moyenne, par 3,46 millions de téléspectateurs.
| N° d'épisode | Date de diffusion          | Audience (en nombre de téléspectateurs) | Part d'audience (en %) |
| ------------ | -------------------------- | --------------------------------------- | ---------------------- |
| 1            | mercredi 26 août 2015      | 4 460 000                               | 19,9 %                 |
| 2            | mercredi 26 août 2015      | 3 750 000                               | 18,9 %                 |
| 3            | mercredi 26 août 2015      | 3 010 000                               | 22,3 %                 |
| 4            | mercredi 2 septembre 2015  | 4 580 000                               | 19,2 %                 |
| 5            | mercredi 2 septembre 2015  | 3 660 000                               | 17,4 %                 |
| 6            | mercredi 2 septembre 2015  | 2 590 000                               | 20 %                   |
| 7            | mercredi 9 septembre 2015  | 4 260 000                               | 18 %                   |
| 8            | mercredi 9 septembre 2015  | 3 400 000                               | 16,8 %                 |
| 9            | mercredi 9 septembre 2015  | 2 900 000                               | 20 %                   |
| 10           | mercredi 16 septembre 2015 | 4 160 000                               | 16,9 %                 |
| 11           | mercredi 16 septembre 2015 | 3 450 000                               | 16 %                   |
| 12           | mercredi 30 septembre 2015 | 4 200 000                               | 17,2 %                 |
| 13           | mercredi 30 septembre 2015 | 3 340 000                               | 15,3 %                 |
| 14           | mercredi 30 septembre 2015 | 2 500 000                               | 21 %                   |
| 15           | mercredi 7 octobre 2015    | 3 710 000                               | 15,1 %                 |
| 16           | mercredi 7 octobre 2015    | 3 070 000                               | 14,1 %                 |
| 17           | mercredi 7 octobre 2015    | 2 440 000                               | 17,7 %                 |
| 18           | mercredi 14 octobre 2015   | 3 910 000                               | 15,4 %                 |
| 19           | mercredi 14 octobre 2015   | 3 350 000                               | 15 %                   |
| 20           | mercredi 14 octobre 2015   | 2 640 000                               | 19 %                   |
| 21           | mercredi 13 juillet 2016   | 3 740 000                               | 19,7 %                 |
| 22           | mercredi 13 juillet 2016   | 3 060 000                               | 18 %                   |

Légende :
- Plus hauts chiffres d'audience
- Plus bas chiffres d'audience